# Кирхнер, Зейн
Зейн Кирхнер (африк. Zane Kirchner; 16 июня 1984, Джордж, ЮАР) — южноафриканский регбист, выступавший на позициях замыкающего и трёхчетвертного.

## Клубная карьера
Свою регбийную карьеру Кирхнер начал в колледже в своём родном городе Джордже, где играл на позиции флай-хава. В 2002 году в рамках Недели Крейвена он начал выступления в качестве замыкающего. Первым профессиональным клубом в его карьере стала команда «Грикваз», выступающая в кубке Карри.
Для выступлений в чемпионате Супер 14 в конце 2007 года Зейн перешёл в клуб «Буллз». Первый матч в рамках этого соревнования Кирхнер провёл 16 февраля 2008 года против «Стормерз», появившись сразу же в стартовом составе.
Вместе с «быками» в сезонах 2009 и 2010 годов ему удалось стать победителями розыгрышей Супер 14, одолев в финалах «Чифс» и «Стормерз», соответственно. В обоих матчах Зейн выступал на позиции замыкающего, отыграл все 80 минут матчей, но очков не набирал. В 2009 году вместе с «Блю Буллз» он также одержал победу на кубке Карри.
22 апреля 2013 года Кирхнер подписал двухлетний контракт с ирландским клубом «Ленстер» — летом того года в другие чемпионаты перебрались ещё семь игроков «Буллз», в том числе лидер полузащиты Морне Стейн и хукер Чилибой Ралепелле.
31 мая 2014 года вместе с «Ленстером» он победил в розыгрыше Про 12 2014 года. В финальном матче ими была обыграна команда «Глазго Уорриорз»: сам Кирхнер появился на позиции трёхчетвертного и занёс две попытки на 17-й и 74-й минутах.
В 2017 году Кирхнер перешёл в валлийский клуб «Дрэгонс», за который играл до 2019 года, прежде чем завершить карьеру игрока. В 2018 году три матча он провёл за «Бристоль Бэрс»

## Карьера в сборной
Первый официальный матч за «Спрингбокс» Зейн сыграл 13 ноября 2009 в тестовой игре с командой Франции. 30 августа 2011 года он попал в заявку для участия в чемпионате мира, на котором не провёл ни одного матча.
28 августа 2015 года Кирхнер вновь был включён в состав сборной для участия в чемпионате мира 2015 года, но на сей раз ему пришлось ограничиться всего одним матчем против Японии, завершившемся сенсационным поражением южноафриканцев. На турнире южноафриканцы стали бронзовыми призёрами, а игра против Японии стала последней для Кирхнера в сборной.